# Coreca
Coreca este o localitate (frazione) italiană din regiunea Calabria, Provincia Cosenza. Din punct de vedere administrativ aparține de orașul Amantea, situat în apropiere de granița cu Campora San Giovanni. Are o populație de 500 de locuitori.

## Frontiere și teritoriul
Coreca se confruntă vest la sud Marea Tireniană și este înconjurat de orașul district de Amantea la sud, unde granița începe cu Campora San Giovanni . Teritoriul constă în principal dintr-un promontoriu stâncos, în câmpia se află în centrul orașului. Aceasta include, de asemenea, o zonă de deal și plaje largi.  Clima este tipic mediteraneană, caracterizată prin ierni ușoare și umede și veri fierbinți, uscați și veriți cu un procent ridicat de zile însorite.

## Cartiere
Din anul 2017 teritoriul Coreca este împărțit în următoarele cartierei:
| - Formiciche - Giascogne (în dialectul local "Juascugnu") - Grotte (în dialectul local "i Grutti") | - La Pietra (în dialectul local "Petraja") - Marinella (din 2011) - Oliva (din 2011) | - Stritture (aparținând Campora San Giovanni între 2008 și 2011) - Salto da Zita - Scogliera |

## Economie

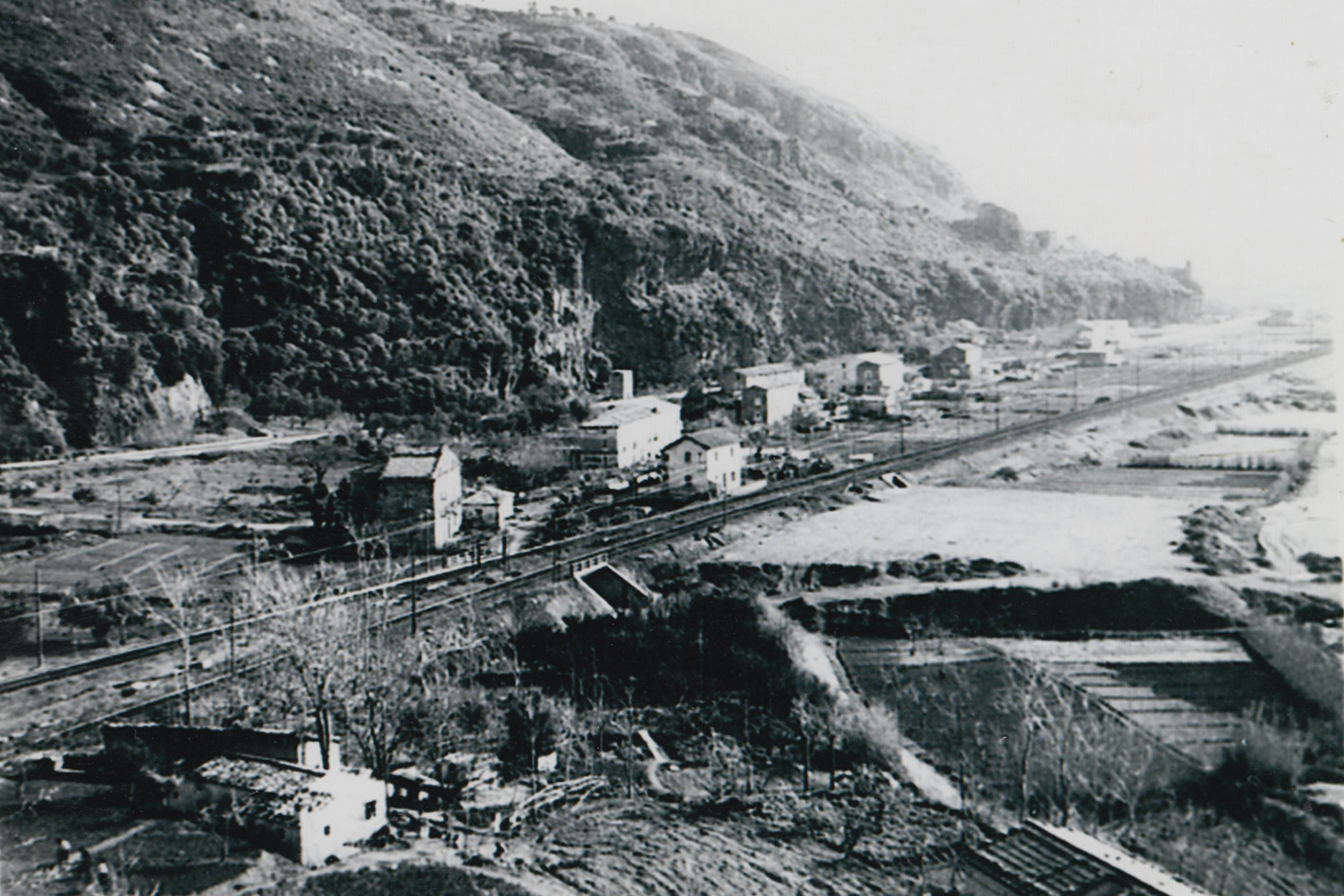
Coreca on 1950s

Sursa principală de Coreca economic, precum și în apropiere Campora San Giovanni este sectorul turismului și hotel, dezvoltat datorită frumusețea de coasta: populare sunt Roci din Coreca, fotografiat din anii 1960 și utilizate pentru a fi utilizate de radio amatori.
Există, de asemenea, unele fabrici mici, atât în industria alimentară și mecanică și mobilier.

## Istorie
În vremurile străvechi, când au sosit primii coloniști greci corinteni, au numit locul Κόρακας (Korakas), ceea ce înseamnă "locul cioanelor" din cauza vegetației luxuriante care își amintește nativul Corint și numeroasele sale ciori. Dar în regiune nu exista o așezare umană independentă, ci un fel de escală cu un port mic, numit Ager Caricum în epoca romană și desemnat pe unele hărți până la începutul secolului al XVIII-lea. Această escală este pe drumurile dintre Temesa și Terina pentru Insulele Aeolian - de fapt, insulele se află la 65 de mile de la coasta de la Coreca. Ager Caricum a dat vechiul nume în dialectul Corica. Locul rămâne un punct de supraveghere de-a lungul secolelor, dar nu se dezvoltă, lăsând Amantea din vecinătate și orașe din apropiere, cum ar fi Aiello Calabro și Lago, să se ocupe de ea.
Populația se reduce în parte din unele familii din satele vecine care au venit din 1800 pentru a se stabili în locația actuală.
În 1943, Coreca a fost un punct strategic pentru operațiunile aliate, în special datorită turlei Turriella, un fort de origine arabo-normană, folosit de anglo-americani pentru operațiunile de semnalizare Morse. Numele actual provine de la Coreca Anglicization. Terminalul Tonnara, în prezent în ruine, avea o importanță strategică.
În anii '50, având în vedere lipsa muncii și mizeria din perioada postbelică, locuitorii au emigrat în Venezuela, în speranța unui viitor mai bun și a revenirii în țara lor natală. În anii șaizeci, datorită boom-ului economic și renașterii economiei italiene, Coreca a devenit o destinație turistică, iar pentru amatorii de radio datorită locației privilegiate a rocilor.
La 20 mai 1974, datorită turismului, localitatea a fost promovată prin decret prezidențial statutului de frazione.
La începutul anilor 1990, Coreca a început să scadă. Lipsa relevanței diferitelor facilități și servicii, favorizând Campora San Giovanni din apropiere și capitala municipală. În 2008, frazionul este anexat prin decret municipal, teritoriile Marinella, Oliva și Stritture, de la 2,5 km2 până la 4 km2.
Un radiodifuzor privat (Radio Coreca), unul dintre primii pionieri ai audiovizualului privat, a durat o perioadă scurtă de timp și a fost închis în 1996.
Începând din 2013, o revigorare și o conștientizare lentă, dar excelentă, au început să-l resusciteze pe Coreca, mulțumită și tineretului local și altor asociații culturale care sprijină Coreca.

## Photogallery

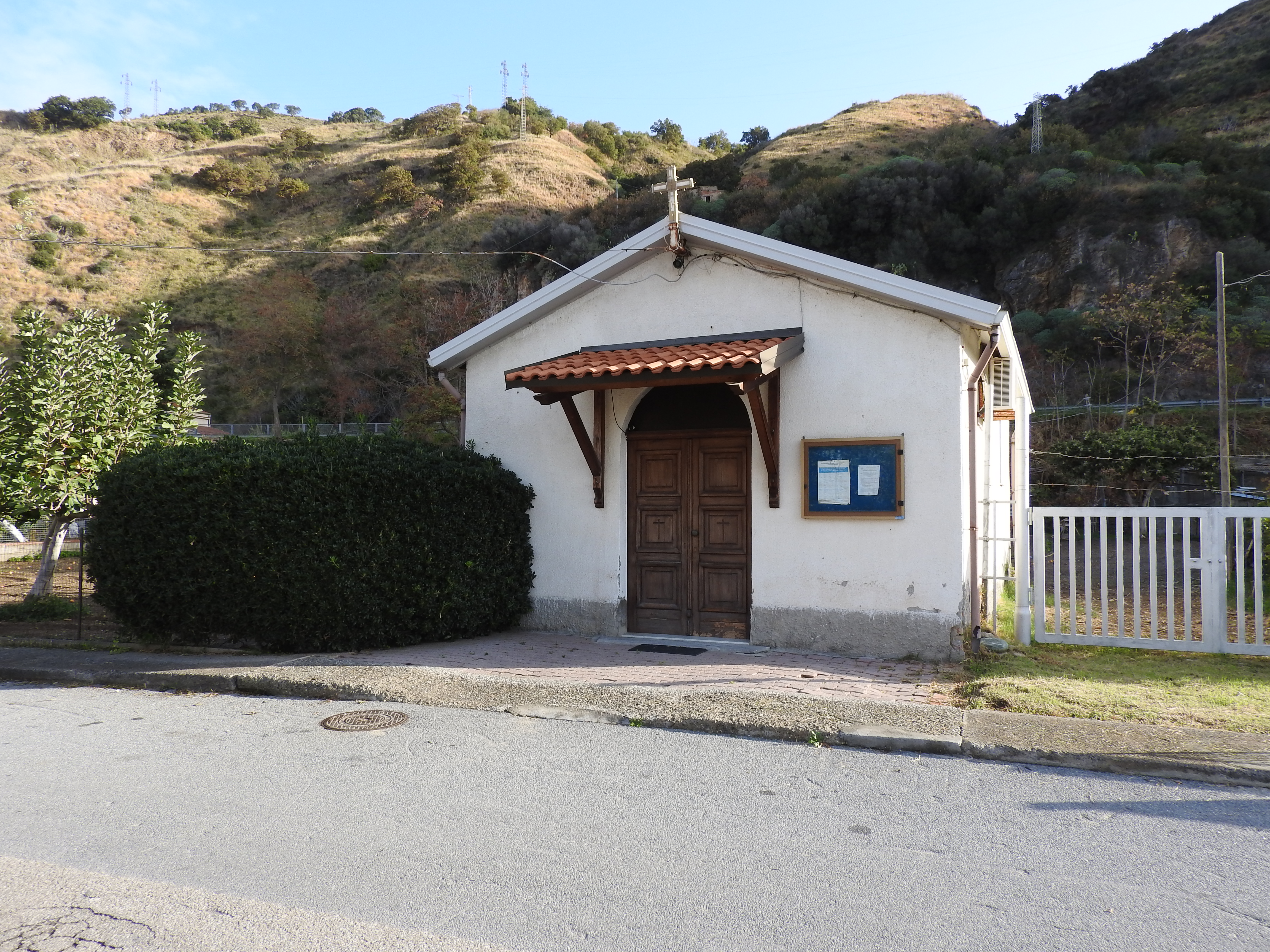
Church of Our Lady of the Angels in Coreca
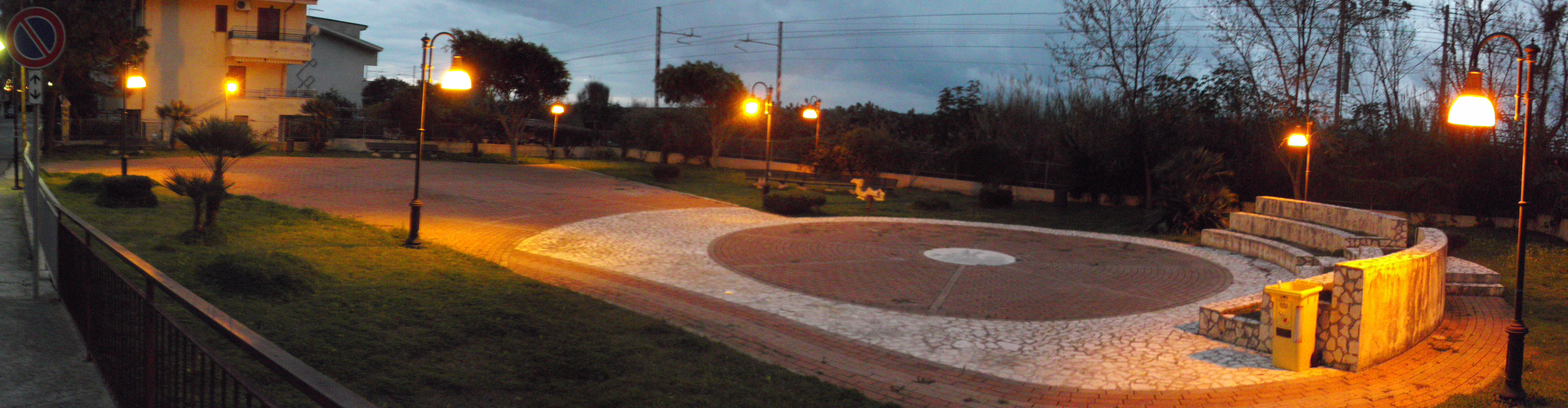
The square of Coreca in an evening view
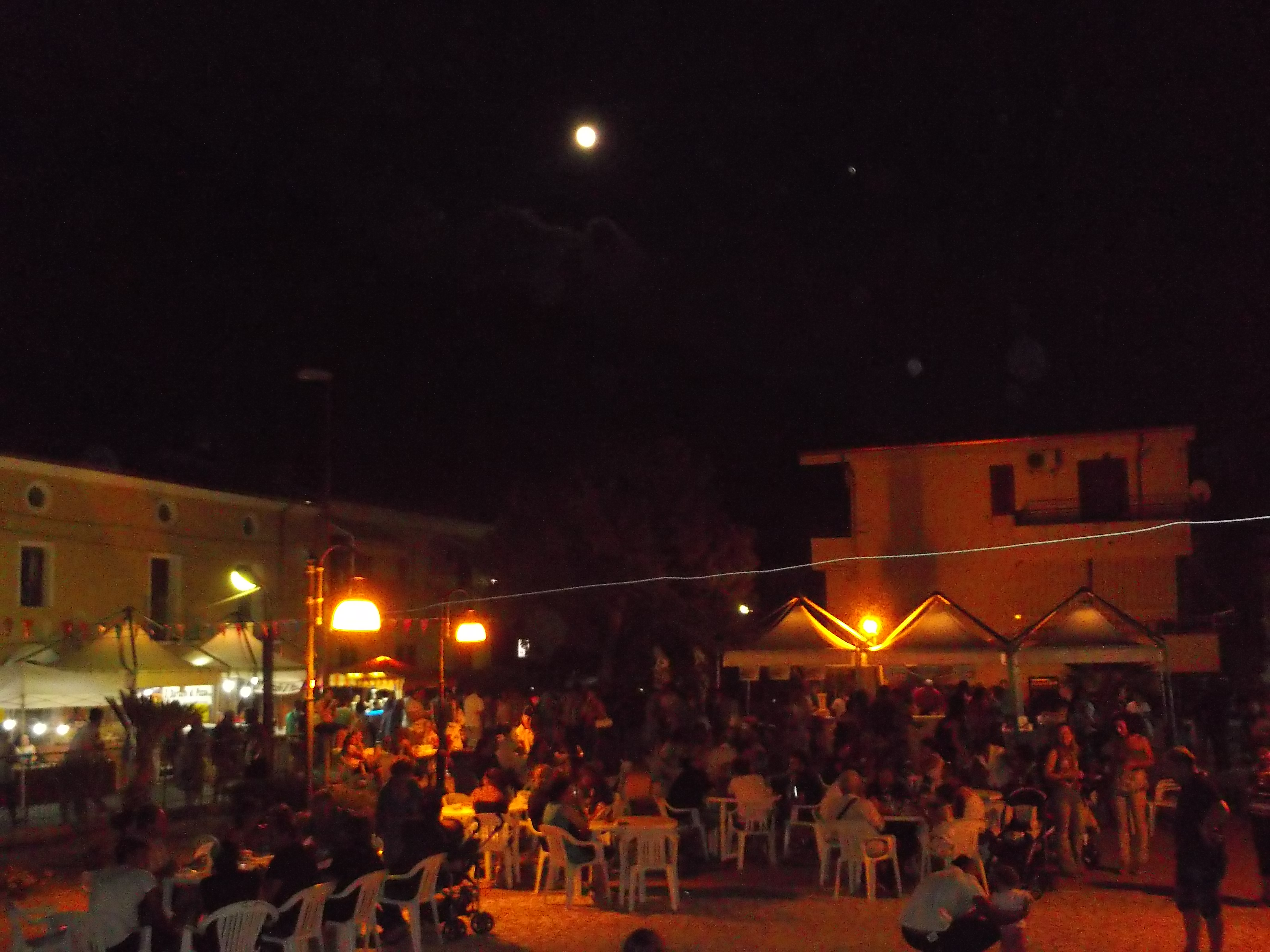
The Coreca's Square in a night view
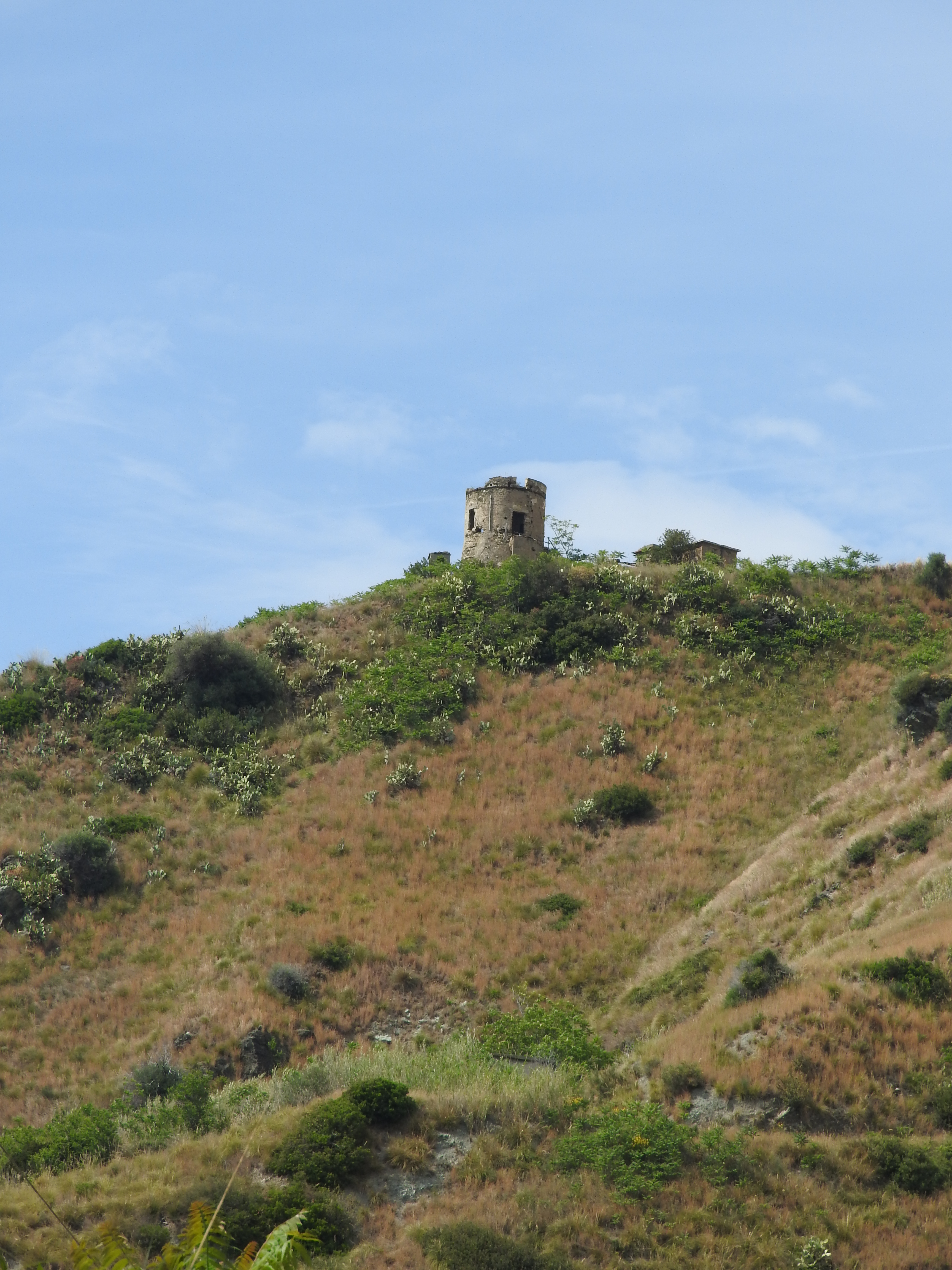
The tower "Turriella"
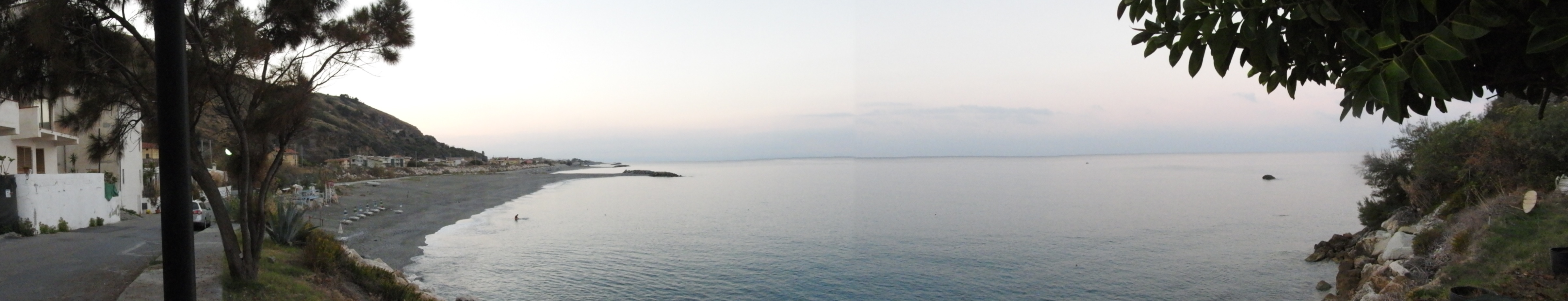
The Coreca's Bay
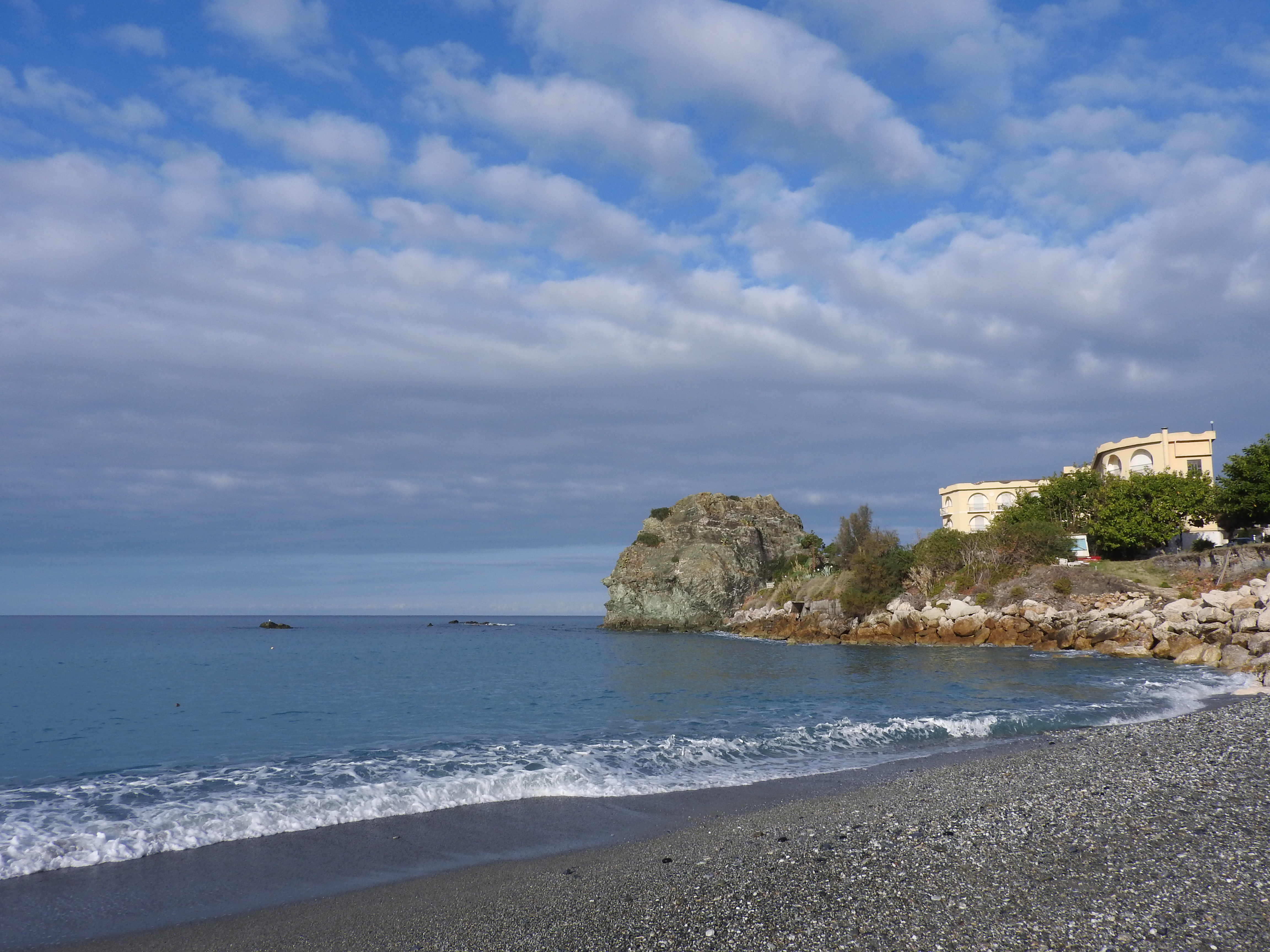
Coreca Beach seen from La Scogliera
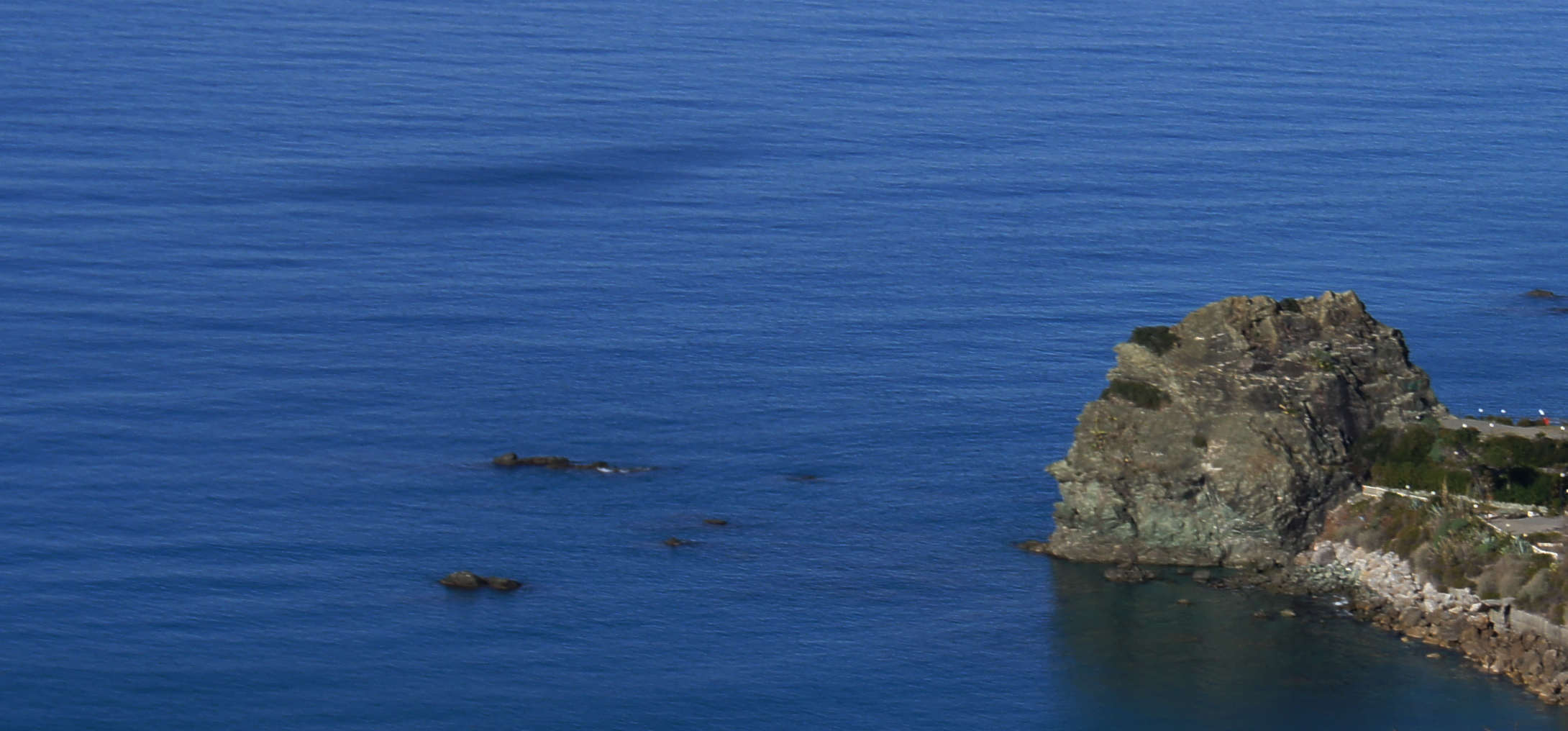
Coreca's Reefs
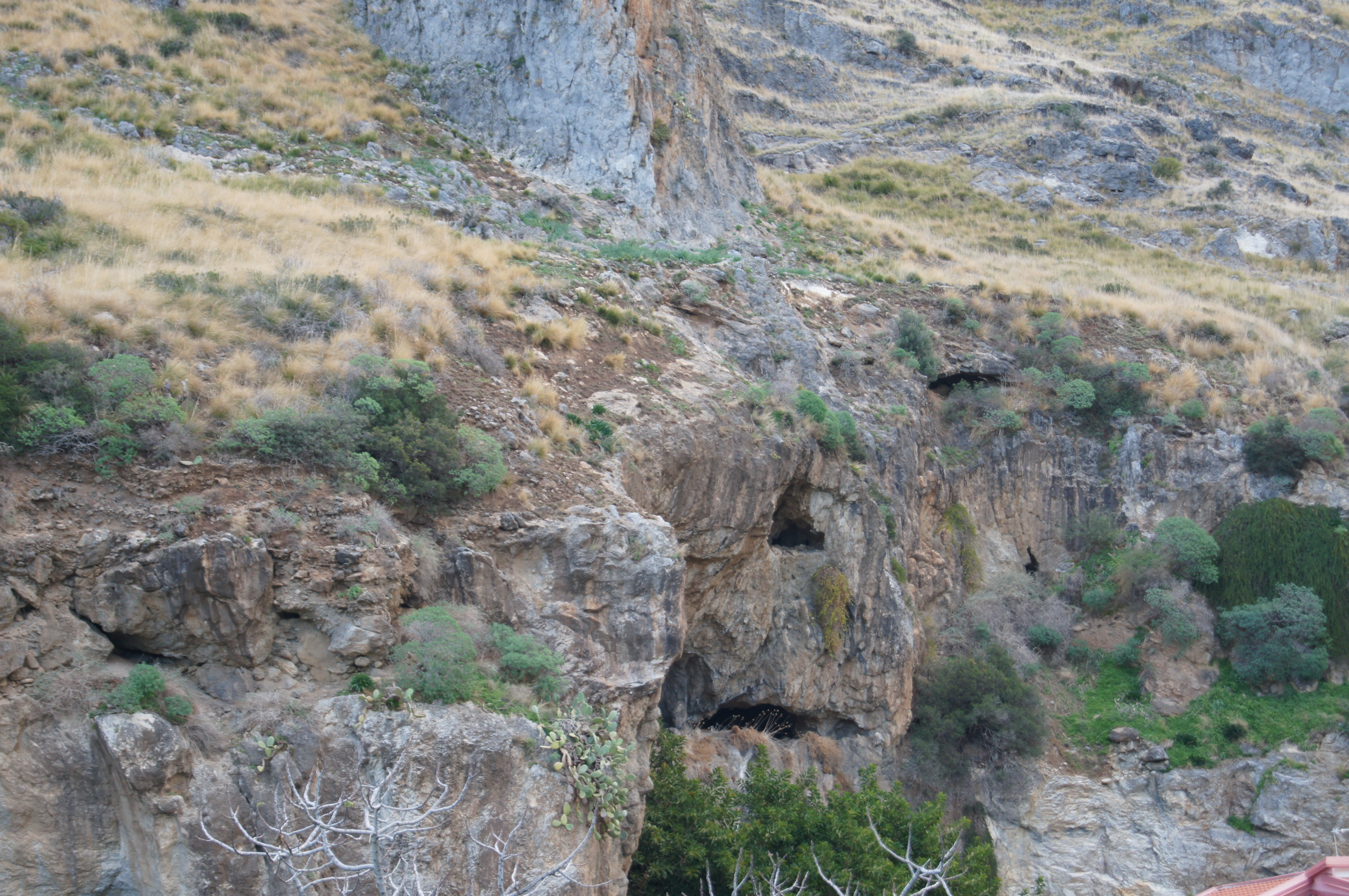
Coreca Cave
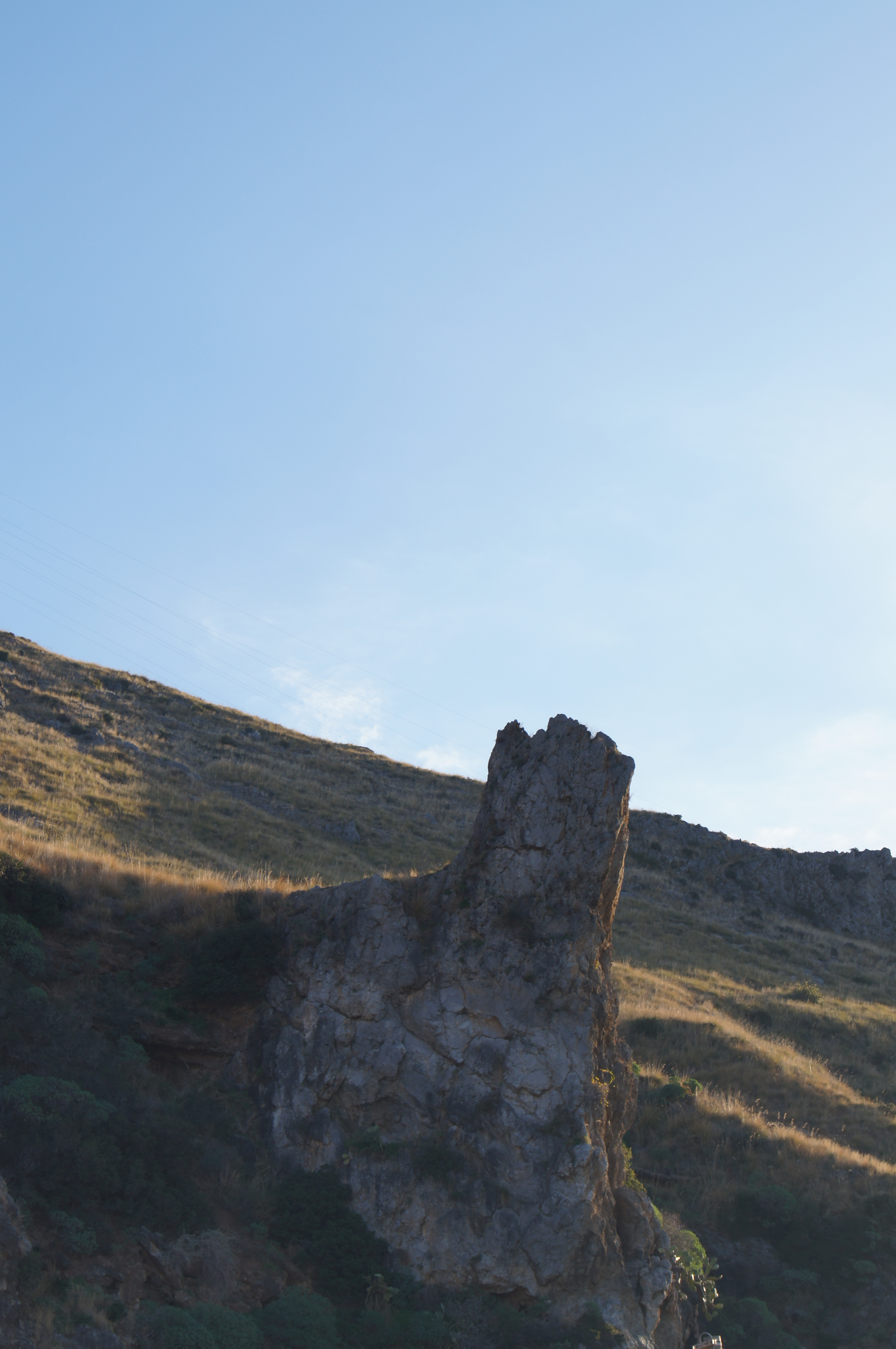
Salto da Zita (Bride's Jump)

1. ↑   https://it-ch.topographic-map.com/map-9cl557/Amantea/?zoom=15&center=39.09391%2C16.08446&popup=39.09395%2C16.08399 Lipsește sau este vid: |title= (ajutor)